# Lasiochernes siculus
Espèce
Lasiochernes siculus est une espèce de pseudoscorpions de la famille des Chernetidae.

## Distribution
Cette espèce est endémique d'Italie. Elle se rencontre dans des grottes en Sicile et dans les Pouilles.

## Étymologie
Son nom d'espèce lui a été donné en référence au lieu de sa découverte, la Sicile.

## Publication originale
- Beier, 1961 : Über Pseudoscorpione aus sizilianischen Höhlen. Bolletino Accademia Gioenia di Scienze Naturali in Catania, sér. 4, vol. 6, p. 89-96.